# Lamyra lapponica
Lamyra lapponica är en tvåvingeart som först beskrevs av Zetterstedt 1838.  Lamyra lapponica ingår i släktet Lamyra och familjen rovflugor. Inga underarter finns listade i Catalogue of Life.